# Mammillaria anniana
Mammillaria anniana es una especie  perteneciente a la familia Cactaceae. 

## Distribución y hábitat
Es endémica del estado de Tamaulipas, México. Está considerada en peligro de extinción por la colecta ilegal y excesiva que se hace de esta planta, cuya población, que ha disminuido en un 80% desde su descubrimiento por ALfred Lau en 1979, se estima en menos de 500 ejemplares en un área de 2000 m².

## Descripción
Se trata de una planta globosa, solitaria o cespitosa, de 15 a 30 mm de diámetro y con 10 a 20 mm de alto; los tubérculos se ordenan en 8 a 13 series espiraladas, poseen un jugo acuoso, y son de color verde manzana intenso, con 4 a 5 mm de largo por aproximadamente 4 mm de ancho en la base del tubérculo; las areolas, que portan lana blanca e hirsuta, tienen 2 mm de diámetro; las axilas poseen asimismo 4 a 5 cerdas de 13 mm de largo; las espinas tiene forma de aguja y usualmente es complicado distinguirlas entre radiales o centrales; espinas radiales 13 a 14, de 6 a 11 mm de largo, de blanco ligeramente amarillento, rígidas y erectas; espinas centrales de 5 a 7 en plantas juveniles y de 7 a 9 en plantas adultas, ligeramente más gruesas que las radiales, de color amarillo a ámbar dorado oscuro, de 9 a 12 mm de largo, rígidas y erectas, excepto por una que se sitúa en el centro del areola y que es porrecta a suberecta y suele poseer un gancho en la punta en plantas más viejas; las flores tienen de 8 a 12 mm de largo, con un pericarpelo muy largo, de color verde pálido; el perianto es de color amarillo claro, no abre más de 6 mm y posee 12 segmentos de 1 mm de ancho; el estilo tiene unos 5 mm de largo y es muy delgado, con aproximadamente 4 lóbulos del estigma, amarillentos y recurvos; los filamentos son pocos, pequeños de 2.5 a 4 mm de largo, con anteras rojizas y pequeñas; el fruto tiene de 2.5 a 3 mm de diámetro y de 10 a 15 mm de longitud, de color cereza; las semillas son pequeñas, apenas de 1 mm de largo y 0.75 mm de ancho, la testa es negra y foveolada.

## Cultivo
M. anniana puede cultivarse sin mayor problema en un substrato de humus con un buen drenaje y en una posición relativamente sombreada. La reproducción se da fácilmente mediante semillas. Sin embargo las plantas no suelen vivir demasiado tiempo, por lo que es importante segurar su multiplicación con el fin de conservarla en cultivo.

## Taxonomía
Mammillaria albicoma fue descrita por Glass & R.C.Foster y publicado en Cactus and Succulent Journal 53: 79. 1981.
Etimología
Mammillaria: nombre genérico que fue descrita por vez primera por Carolus Linnaeus como Cactus mammillaris en 1753, nombre derivado del latín mammilla = tubérculo, en alusión a los tubérculos que son una de las características del género.
anniana: epíteto otorgado en honor a la esposa del explorador alemán Alfred Bernhard Lau, Anni Lau.